# Tradicionális Martinista Rend
Tradicionális Martinista Rend (angolul: Traditional Martinist Order (TMO), franciául: L'Ordre Martiniste Traditionnel (OMT)) egy a Papus (1865-1916) által 1891-ben megalapított "Martinista Rend" még élő tagjai által 1931-ben alapított, tanításait elsősorban Louis-Claude de Saint-Martin (1743-1803) böhmei misztikájára alapozó, martinista szervezet.

## Független szervezetként
Papus 1916-ban bekövetkezett halála után az eredeti "Martinista Rend" szétaprózódott. Az 1891-es Martinista Legfelső Tanács tagjai közül többen, így Augustin Chaboseau (Sar Augustinus, 1868-1946, ő egyben társalapító és "okkult igazgató" is volt), Victor-Émile Michelet (1861-1938) és Lucien Chamuel (elhunyt: 1936) sem fogadta el Charles Détré (Téder, 1855-1918), majd Jean Bricaud (1881-1934) vezető szerepét. Ugyanígy nem fogadták el azonban Victor Blanchard (1878-1953) vezető szerepét és a szabadkőművességtől független "szinarchista mozgalmát" sem (az OM&S-t).
Itt elsősorban nem is az utódlás jogossága volt az elsődleges (bár Papus, illetve nem sokkal később Téder halála abból a szempontból is kérdéseket vetett föl, hogy valóban jelölt-e ki utódot és ha mégis, azt nevezte-e meg, aki ezt állítja magáról), hanem az a tendencia, hogy mind Téder, mind Bricaud fokozatosan szabadkőműves befolyás alá helyezte a rendet, továbbá egy gnosztikus egyházzal (L'Eglisé Gnostique Universelle) való együttműködést terveztek.
1931. július 24-én Augustin Chaboseau Victor-Émile Michelet és Lucien Chamuel urak elhatározták, hogy feltámasztják a Papus-val együtt alapított "Martinista Rend"-et és összefogják az azóta szétszóródott martinistákat. Az 1916 óta megalakult martinista szervezetektől megkülönböztetendő, felvették az L'Ordre Martiniste Traditionnel (OMT) (angolul: Traditional Martinist Order (TMO)) nevet. Az első nagymester a rangidős Michelet lett, Chaboseau pedig a nagymester-helyettes és kinyilvánították, hogy a TMO az egyetlen igazi örököse az 1891-ben alapított eredeti Martinista Rendnek.
Michelet 1939-ben bekövetkezett halála után Chaboseau lett a rend nagymestere és a Legfelsőbb Tanácsba beválasztották Chaboseau fia, Jean Chaboseau (Galaad, elhunyt: 2017) mellett Octave Béliardot (1876-1951) és Georges Bogé de Lagrèze (Sar Mikael, 1882-1946, korábban OM&S-tag) urakat is. Ekkor csatlakozott a TMO-hoz a korábbi OM&S-tag Jeanne Guesdon (Sar Puritia, 1884-1955) is.

## A FUDOSI társ-szervezeteként
Augustin Chaboseau 1939-ben, a FUDOSI vezető méltóságainak megkeresése után, beléptette szervezetét a szövetségbe és lett a FUDOSI vezető "triumvirátusának" egyike, felvéve a "Sar Augustinus" misztikus nevet. 1939-től a TMO vált a FUDOSI legnagyobb martinista szervezetévé annak 1951-gyel lezáródott fennállása alatt.
Chaboseau a csatlakozás után Ralph Maxwell Lewis-t, az AMORC új imperátorát (apja, Harvey Spencer Lewis 1939 augusztusában elhunyt, utóda fia lett az AMORC és a FUDOSI élén is) kérte fel arra, hogy vigye el Amerika számára a tradicionális martinizmust, ezért Lewist kinevezték Szuverén Legátusnak és a TMO Regionális Nagymesterének és megkapta a szükséges dokumentumokat a Rend amerikai beindításához. Ralph M. Lewis a S:::I:::IV legmagasabb, "szabad beavató" fokozatba, míg az amerikai terjeszkedést segíteni hivatott AMORC-os rendtársai: Cecil A. Poole, Orlando T. Perrotta, James R. Whitcomb és J. Duane Freeman a S::I:: ("Supèrieur Inconnu") fokozatba nyertek beavatást. Ugyanebbe az S::I:: fokozatba "emeltetésben" részesült Lagrèze is.
Augustun Chaboseau 1946 legelején váratlanul elhunyt, csakúgy, mint pár hónappal később kijelölt utóda George Lagrèze is. Voltak, akik úgy gondolták, hogy Jean Chaboseau-nak kellene továbbvinnie a szervezet vezetését, de ezt a gondolatot nem mindenki osztotta. A FUDOSI-n belül "Kormányzó Tanácsot" állítottak fel a TMO vezetésére.
1947 augusztusában tartották meg a FUDOSI 6. találkozóját, mely azt a célt tűzte maga elé, hogy egy az OM&S-t, a TMO-t és más, kisebb martinista szervezeteket magában foglaló "Martinista Legfelsőbb Tanács" jöjjön létre. Jean Chaboseau ezt nem támogatta és még a találkozón bejelentette kilépését az apja által alapított TMO-ból. Chaboseau-t Octave Béliard és más TMO rendtagok is követték és többen rövidéletű martinista szervezeteket alapítottak ezután.
Ekkorra már az amerikai Ralph M. Lewis sikeresen megkezdte a TMO kiépítését az Amerikai Egyesült Államokban és tervben volt a dél-amerikai bevezetése is. Végül a megmaradt TMO tisztségviselők támogatásával Lewist a 6. FUDOSI találkozón "Szuverén Martinista Nagymesterré" nyilvánították és ezzel a TMO az AMORC védnöksége alá került.

## Az AMORC védnöksége alatt
Az AMORC égisze alatt a TMO-ba eleinte csak 9. fokozatot elért AMORC-tagot vettek fel újként (ez ma már az 1. fokozattól lehetséges). Szemben az alaptalan kritikákkal, akkor is és napjainkban is "fizikai", tehát rituálé során végrehajtott személyes beavatás képezi a TMO tevékenységének alapját. Az egyes nemzeti TMO szervezetek élén minden esetben vezető AMORC tisztségviselő (nagymester, adminisztrátor) áll, a TMO egyszemélyi vezetője, Szuverén Nagymestere a mindenkori AMORC imperátor.
A TMO szervezeti struktúrája ún. "heptádokba" (7 tisztségviselővel rendelkező helyi martinista szervezet) szerveződik, melyeket egy "Nagy Heptád" felügyel. A TMO nem gyakorolja a Martinez de Pasqually által hangsúlyozott, de már Louis-Claude de Saint-Martin által elvetett teurgikus mágiát. Ehelyett saját erőből és önmunka révén történő újraösszekapcsolódást hirdet legbensőbb lényünkkel, a "szív útját".
Az 1960-ban megalakított párizsi "Abbé de la Noue, no.22" heptád nem volt túl sikeres, csak kevés tagot tudott magához vonzani. 1966-ban aztán egy újabb heptád alakult Jean Dubuis (1919-2010) vezetésével, mely sokkal sikeresebbé vált és később a két helyi szervezet "Abbé de la Noue" néven egyesült. Több tanulócsoport is működött ebben az időben, melyek a Kabbalát, a Tarot-t és a Zóhárt tanulmányozták.
1986 októberében, a XI. Nemzeti Rózsakeresztes Találkozón alakult meg a brazíliai TMO szervezet, mely sikeresen tudott bővülni az első időszakban. Csak az 1994-ben megalakult são pauloi martinista heptád 2000. év végéig mintegy 740 tagot tudott toborozni. A szervezetet a nemrég elhunyt Charles Vega Parucker (1936-2014) irányította a kezdetektől.
A világ több helyén, így Magyarországon sem adottak jelenleg a feltételek egy helyi heptád megalakítására. A martinista tanulmányok egy szűkített, bevezető része, ún. "házikápolna tagság" révén érhető el beavatott AMORC tagok számára, mely ugyanakkor nem foglal magában rituális beavatást, így tradicionális értelemben nem minősül "martinistának" az anyagokat tanulmányozó. Ez előszobája egy későbbiekben tervezett heptád megalakulásának.
A TMO évente a "Pantacle" nyilvános kiadvánnyal jelentkezik 2001 óta, melyben változatos témákban jelennek meg írások a martinizmust érintően.

## Fordítás
- Ez a szócikk részben vagy egészben  az   Ordre martiniste traditionnel című francia Wikipédia-szócikk fordításán alapul.  Az eredeti cikk szerkesztőit annak laptörténete sorolja fel. Ez a jelzés csupán a megfogalmazás eredetét és a szerzői jogokat jelzi, nem szolgál a cikkben szereplő információk forrásmegjelöléseként.

## Lásd még
- Martinizmus
- Martinez de Pasqually
- Louis-Claude de Saint-Martin
- Rózsakeresztes Rend
- FUDOSI